# ۴-آمینوبنزوئیک اسید
۴-آمینوبنزوئیک اسید (به انگلیسی: 4-Aminobenzoic acid) یا PABA (یا ویتامین b10) 
موارد مصرف: پابا به صورت لوسیون به‌عنوان محافظت کننده پوست در مقابل نور خورشید مصرف می‌شود.
PABA ترکیبی با فرمول شیمیایی C7|H7|N1|O2 و شناسه پاب‌کم ۹۷۸ است. شکل ظاهری این ترکیب، بلورهای سفید-خاکستری است. این ترکیب یک حلقه بنزنی، یک گروه کربوکسیل و یک گروه آمینی دارد. PABA در مسیر ساخت فولات توسط باکتریها یک محصول واسطه‌ای مهم است.